# Bagh Darreh
Bāgh Darreh (persiska: باغ درّه) är en ort i Iran. Den ligger i provinsen Zanjan, i den nordvästra delen av landet, 230 km väster om huvudstaden Teheran. Bāgh Darreh ligger 1 968 meter över havet och antalet invånare är 294.
Terrängen runt Bāgh Darreh är kuperad.Runt Bāgh Darreh är det ganska tätbefolkat, med 80 invånare per kvadratkilometer. Närmaste större samhälle är Alvand, 19,7 km nordost om Bāgh Darreh. Trakten runt Bāgh Darreh består i huvudsak av gräsmarker.